# 戦艦バウンティ号の叛乱

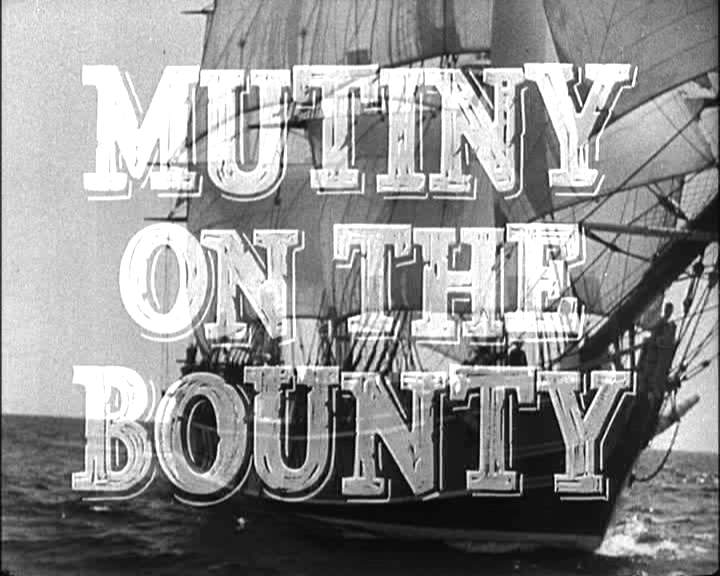
予告篇より

『戦艦バウンティ号の叛乱』（せんかんバウンティごうのはんらん、原題: Mutiny on the Bounty）は、1935年のアメリカ映画。日本初公開時の邦題は『南海征服』。

## 概要
18世紀末近く、タヒチ島からジャマイカ島に向かって南海を航行中のイギリス軍艦バウンティ号のプライ艦長に船員たちが反乱を起こした事件をもとにチャールズ・ノードホフとジェームズ・ノーマン・ホールが書いたベストセラー小説の2度目の映画化である。海洋ものをしばしば取り上げてきたフランク・ロイドの監督、ブライ艦長役のチャールズ・ロートンと航海士クリスチャン役のクラーク・ゲーブルの顔合わせと両者の共演となった。MGM製作。第8回アカデミー賞作品賞を受賞した。
1938年に日本でも公開されたが、当時の軍国主義の風潮から「叛乱」という言葉は題名に使えず、検閲が大幅にカットして『南海征服』と改名して、やっと公開できたという、いわく付きの作品である。
バウンティ号の反乱を題材にした映画はこの後『戦艦バウンティ』（1962年）、『バウンティ/愛と反乱の航海』（1984年）と2度製作されたが、後者は本作とは異なる原作の映画化である。

## ストーリー
1787年、いきなり酒場にクリスチャン（クラーク・ゲーブル）らの強制徴募隊がやってきて新婚のスミスも含めて2年間の航海を命ずる。戦艦バウンティ号では叛乱は重罪だとして、既に死んでいる人間に24回の鞭打ちが行われる。展帆でも最後のものは鞭打ちとなる。タヒチ島へ向けて英国を出航。ジャマイカへ運ぶ奴隷用食糧のパンノキの苗木1000本を入手することがその目的であった。冷酷無慈悲でサディスティックな性格の船長ウィリアム・ブライ（チャールズ・ロートン）は、スケジュールを詰めようと乗務員を酷使し、ちょっとした罪でも、相手が強制徴募であっても拷問させたり、死刑同様の刑に処す。更にチーズも出航前に横取りしていた。若い海軍士官候補生バイアム（フランチョット・トーン）はブライに失望して、船員たちに人望がある一等航海士クリスチャンに接近していく。部下たちの心情を知ったブライは、ことあるごとにクリスチャンに対して、底意地の悪い行動をとった。食料品のリストに署名を頼まれるが、支給されてないとクリスチャンは拒否する。死罪だとされるが、裁判を要求。幸い、タヒチに到着。
バウンティ号は数ヶ月にわたってタヒチ島に滞在した。ブライはクック船長と来たことがあり、首長と知人であった。クリスチャンは許されなかった上陸が首長のおかげで許可が出る。すぐに戻されるが、クリスチャンもそれぞれ土地の娘と結ばれ、真珠をもらう。ブライはパンノキ用に船員の水を減らす。その間にタヒチ島の娘の魅力に惑わされた一部の乗組員がブライへの反発も手伝って、逃亡を企てるという事件が起こる。
荷物を積み終えて船がタヒチ島を出たとき、ブライは逃亡しようとした男たちを厳罰に処した。クリスチャンにココナツ盗難の罪をなすりつけようとして、真珠は国王のものと取り上げる。クリスチャンをリーダーとした乗組員はトンガ諸島の沖で叛乱を起こし、ブライとその一味を海に流してしまう。タヒチに戻った彼らはつかのまの幸福を味わう。だが、ブライは九死に一生を得て向かっていたティモールに到着。残忍な報復が始まる。英国船パンドラ号がやってくる。首長トゥの傭兵として島に留まる男もいるし、叛乱者じゃないとパンドラ号に向かった男もいた。
パンドラ号も遭難し、ブライたちは小船で脱出。英国に戻って裁判が始まる。バイアムも絞首刑を言い渡され、ブライの虐待を暴露する。無罪にしたものの、裁判官もブライを信用していない。クリスチャンをリーダーとする女たちも含めた一行は新たなユートピアを目指して、タヒチから2千キロ離れた乗る無人島ピトケアンに着くと、見つからないようにと船を燃やす。バイアムは釈放され、地中海航路の船に。

## 登場人物

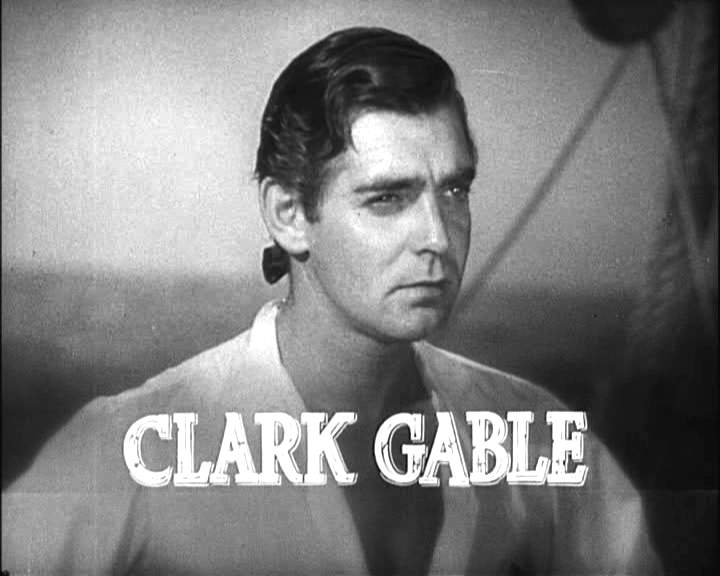
クリスチャン（クラーク・ゲーブル）
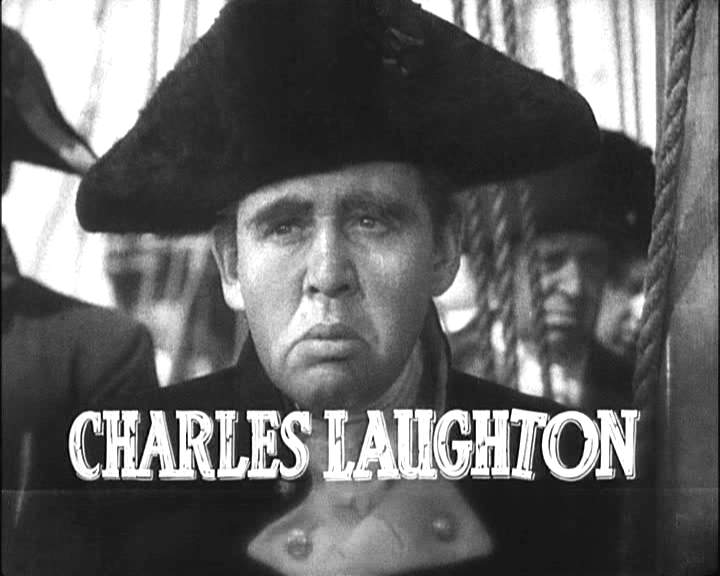
ブライ（チャールズ・ロートン）
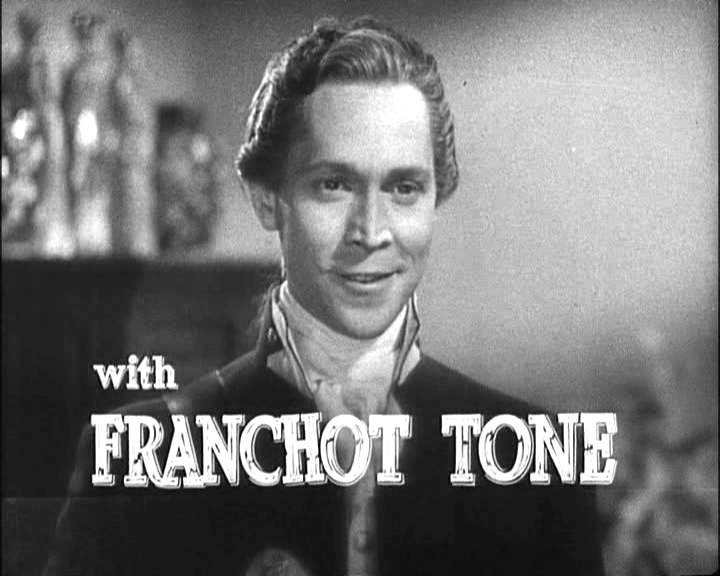
バイアム（フランチョット・トーン）

## 受賞・ノミネート
| 映画賞                       | 部門       | 候補                                                                   | 結果       |       |
| ---------------------------- | ---------- | ---------------------------------------------------------------------- | ---------- | ----- |
| アカデミー賞                 | 作品賞     |                                                                        | 受賞       | [ 1 ] |
| アカデミー賞                 | 監督賞     | フランク・ロイド                                                       | ノミネート | [ 1 ] |
| アカデミー賞                 | 主演男優賞 | クラーク・ゲーブル                                                     | ノミネート | [ 1 ] |
| アカデミー賞                 | 主演男優賞 | チャールズ・ロートン                                                   | ノミネート | [ 1 ] |
| アカデミー賞                 | 主演男優賞 | フランチョット・トーン                                                 | ノミネート | [ 1 ] |
| アカデミー賞                 | 脚色賞     | タルボット・ジェニングス ジュールス・ファースマン ケイリー・ウィルソン | ノミネート | [ 1 ] |
| アカデミー賞                 | 作曲賞     | ハーバート・ストサート                                                 | ノミネート | [ 1 ] |
| アカデミー賞                 | 編集賞     | マーガレット・ブース                                                   | ノミネート | [ 1 ] |
| ニューヨーク映画批評家協会賞 | 主演男優賞 | チャールズ・ロートン                                                   | 受賞       |       |